# Província d'Obispo Santistevan

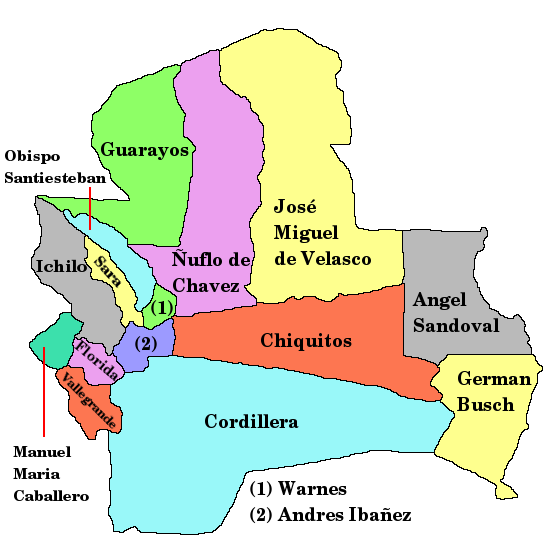
Les províncies del Departament de Santa Cruz

La província d'Obispo Santistevan és una de les quinze províncies del Departament de Santa Cruz a Bolívia. Està dividida administrativament en tres municipis: Montero (la capital), Mineros i General Saavedra.
La província va ser creada el 1941, durant la presidència d'Enrique Peñaranda Castillo, i rep el nom del bisbe de Santa Cruz José Belisario Santistevan Seoane.